# Oleszów
Oleszów (ukr. Олешів, Ołesziw) – wieś na Ukrainie, w obwodzie iwanofrankiwskim, w rejonie tłumackim; do 1945 w Polsce, w województwie stanisławowskim, w powiecie tłumackim, siedziba gminy Oleszów.
Prywatna wieś szlachecka prawa wołoskiego, położona była w ziemi halickiej województwa ruskiego.
Przez pewien czas, m.in. w 1896 właścicielem dóbr tabularnych Oleszów był hrabia Artur Potocki. 
W II Rzeczypospolitej wieś w powiecie tłumackim województwa stanisławowskiego.
W marcu 1944 nacjonaliści ukraińscy z OUN-UPA zamordowali tutaj 11 Polaków.